# سرزمین غول‌پیکران
سرزمین غول‌پیکران (انگلیسی: Land of the Giants) نام یک مجموعه تلویزیونی علمی–تخیلی آمریکایی است که از سال ۱۹۶۸ تا ۱۹۷۰ از شبکهٔ ای‌بی‌سی پخش شد.
این مجموعه تلویزیونی، در سال ۱۳۵۱ خورشیدی، با نامِ «سرزمین عجایب» و با دوبلهٔ فارسی، از تلویزیون ملی ایران پخش شد.